# Минко, Василий Петрович
Василий Петрович Минко — украинский писатель.

## Биография
Родился в 1902 году в селе Минковка. Член КПСС с 1925 года.
С 1919 года — на хозяйственной, общественной и политической работе. В 1919—1986 гг. — участник Гражданской войны, член революционного комитета родного села, слушатель рабфака, рабочий, писатель-драматург, член литературной организации «Плуг», участник Великой Отечественной войны, редактор газеты «Крылья Советов» 4-й воздушной армии, на писательской работе.
Умер в Харькове в 1989 году.

## Произведения
- Сборник «Власть на местах» (1928).
- Повесть «Белладона» (1929).
- Повесть «Ярина Черкас» (1936).
- Повесть «Над Хорол-рекою» (1949).
- Повесть «Ясные зори» (1951).
- Сборник рассказов «Полная чаша» (1950).
- Комедия «Не называя фамилий» (1953).
- Комедия «На хуторе близ Диканьки» (1958).
- Комедия «Жених из Аргентины» (1960).
- Комедия «Комедия с двумя инфарктами» (1966).
- Комедия «Давайте не будем» (1967).
- Комедия «Внимание, какаду» (1972).
- Автобиографическая повесть «Моя Минковка» (1962—1969, рус. пер. 1973).
- Книжные мемуары «Красный Парнас» (1971).